# Isophrictis striatella
Isophrictis striatella là một loài bướm đêm thuộc họ Gelechiidae. Nó được tìm thấy ở hầu hết châu Âu.
Sải cánh dài khoảng 12 mm. Con trưởng thành bay từ giữa tháng 6 until tháng 9.
Ấu trùng ăn Tanacetum vulgare, Achillea ptarmica và Artemisia vulgaris.